# Fricativa linguolabial sonora
A fricativa linguolabial sonora é um tipo de fonema usado em algumas línguas faladas. O símbolo no Alfabeto Fonético Internacional que o representa é ⟨ð̼⟩ ou ⟨β̺⟩.

## Características
- Seu modo de articulação é fricativa, ou seja, produzida pela constrição do fluxo de ar por um canal estreito no local da articulação, causando turbulência.
- Seu ponto de articulação é linguolabial, o que significa que está articulado com a língua contra o lábio superior.
- Sua fonação é sonora, o que significa que as cordas vocais vibram durante a articulação.
- É uma consoante oral, o que significa que o ar só pode escapar pela boca.
- O mecanismo da corrente de ar é pulmonar, o que significa que é articulado empurrando o ar apenas com os pulmões e o diafragma, como na maioria dos sons.

## Ocorrência
| Língua | Palavra | AFI    | Significado    | Notas |
| ------ | ------- | ------ | -------------- | ----- |
| Tangoa |         | [ð̼atu] | Pedra          |       |
| Araki  | v̈ev̈e    | [ð̼eð̼e] | Pinho parafuso |       |